# Nisar Muhammad Yousafzai
Nisar Muhammad Yousafzai (en pachto : نثار محمد یوسفزی ; en russe : Нисор Мухаммад Юсуфзай), né en 1897 aux alentours de Swabi, dans le Raj britannique, et mort le 8 octobre 1937 à Moscou, en URSS, est un révolutionnaire et homme politique communiste d'origine afghane. Soldat décoré lors de la guerre anglo-afghane de 1919, il prend ensuite part à la révolution contre les Kadjars en Iran. Il prend ensuite part à la création de la RSS du Tadjikistan au sein de l'URSS. Il y servira comme commissaire du peuple à l'éducation de 1926 jusqu'à son arrestation et sa mort, le 8 octobre 1937.

## Biographie

### En Afghanistan
En 1919, la guerre éclate pour la troisième fois entre l'Empire britannique et l'Afghanistan. Nisar Muhammad se range dans le rang de l'armée afghane et reçoit une médaille de l'Ordre du courage à l'issue du conflit. Toutefois, Swabi, son village natal, reste sous contrôle britannique. Étant condamné à mort, il trouve refuge à Tachkent où il prend le nom de Nisor Avalovitch Magomedov.

### En URSS
À Tachkent, il devient un membre actif du Parti communiste de l'Union soviétique. Il milite activement pour la création d'une RSS tadjike distincte de la RSS du Turkestan composée majoritairement de peuples turciques. À l'aide de ses partisans, il fait campagne et publie des articles dans des revues de presse. Ses efforts portent leur fruit en 1924 avec la création d'une RSSA du Tadjikistan, incorporée dans la RSS d'Ouzbékistan. Le Tadjikistan forme une RSS à part entière en 1929.
Ses actions militantes dépassent l'Asie centrale quand, en 1920, il se joint à une équipe soviétique envoyée en Perse afin de rapporter les événements insurrectionnels dans le Gilân. Muhammad y apporte un soutien notable à Mirza Koutchak Khan, chef révolutionnaire, et laisse une certaine empreinte dans l'histoire de la région,.

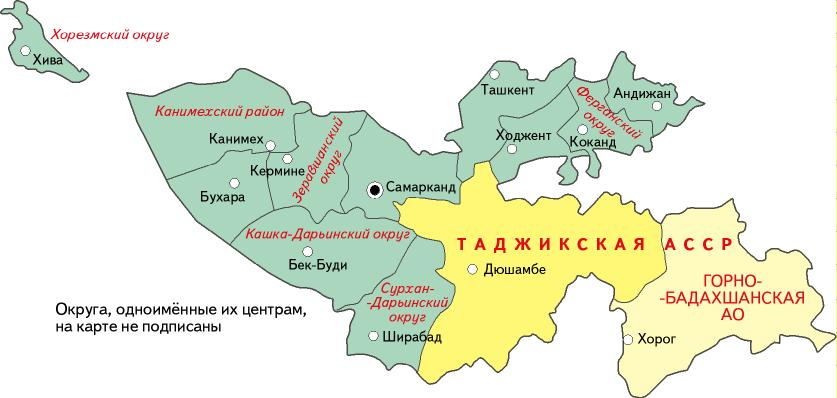
La RSSA du Tadjikistan (en jaune) au sein de la RSS d'Ouzbékistan (en bleu) en 1927.

Ayant enseigné le pachto à l'université de Moscou, il est promu, en 1926, au rang de commissaire du peuple à l'Éducation de la RSS du Tadjikistan. Muhammad parle également le persan, le russe, l'ouzbek et l'ourdou couramment.

### Mort
Le 8 octobre 1937, durant les Grandes Purges, il est arrêté par le NKVD. Durant son interrogatoire, il reçoit un coup de la part d'un des agents et la situation dégénère alors que Muhammad blesse sévèrement son interrogateur à la tête. En réponse, la pièce est fouillée et Muhammad meurt par balle.

## Héritage
La rue où se trouve le Ministère de l'éducation et des sciences du Tadjikistan se nomme rue Nisar Muhammad.
En 2021, le réalisateur tadjik Safarbek Solekh lui dédie un documentaire, Nisar. Le réalisateur documentaire interroge des historiens tadjiks ainsi que les descendants de Muhammad. Il y est décrit comme « Le fils des Afghans qui dédia sa vie pour les Tadjiks »,.